# Canton de Versailles-Sud
Le canton de Versailles-Sud est une ancienne division administrative française, située dans le département des Yvelines et la région Île-de-France.

## Composition

### De sa création à 1967 (Seine-et-Oise)
Communes de : Versailles (partie), Buc, Jouy-en-Josas, Les Loges-en-Josas, Vélizy-Villacoublay.

### De 1967 à 2015 (Yvelines)
Le canton de Versailles-Sud comprenait 6 communes jusqu'en mars 2015 :
- Buc : 5 764 habitants,
- Châteaufort : 1 453 habitants,
- Les Loges-en-Josas : 1 451 habitants,
- Jouy-en-Josas : 7 946 habitants,
- Toussus-le-Noble : 659 habitants,
- Versailles, fraction de commune : 24 964 habitants.

## Représentation

### Conseillers généraux de 1833 à  1967 (Seine-et-Oise) et de 1967 à 2015 (Yvelines)
| Période | Période      | Identité                        | Étiquette           | Qualité |
| ------- | ------------ | ------------------------------- | ------------------- | --- |
| 1833    | 1837 (décès) | Louis Haussmann (1781-1837)     |                     | Négociant Maire de Versailles (1831-1836) |
| 1838    | 1852         | Alexandre Demay                 |                     | Ancien notaire, propriétaire, adjoint au maire de Versailles, conseiller d'arrondissement |
| 1852    | 1860 (décès) | André Jean Vauchelle            |                     | Intendant militaire, ancien maire de Versailles (1849-1851) |
| 1860    | 1870         | Ovide de Rémilly                | Droite              | Avocat - Maire de Versailles (1837-1848 et 1852-1861) Député (1839-1851) |
| 1870    | 1871         | Jean-François Tricot-Grosjean   | Bonapartiste        | Avocat, propriétaire à Versailles Ancien Maire du Plessis-Robinson (1846-1856) |
| 1871    | 1880 (décès) | Louis René Barbu                |                     | Avoué, conseiller municipal de Versailles |
| 1880    | 1892         | Hippolyte Philémon Deroisin     | Républicain Libéral | Magistrat - Maire de Versailles (1879-1888) |
| 1892    | 1910         | Pierre Théodore Henri Rudelle   | Act.lib.            | Magistrat puis avocat à Versailles Député (1902-1910) |
| 1910    | 1913 (décès) | Alphonse Chrétien               | Rad.                | Procureur honoraire, avocat à Versailles |
| 1914    | 1928         | Jean Périnard                   | RG                  | Avocat Député (1919-1928) Conseiller municipal de Versailles |
| 1928    | 1934         | Maurice Baillet                 | URD                 | Industriel à Versailles, conseiller d'arrondissement |
| 1934    | 1940         | Marcel Denis (1892-1952)        | URD                 | Employé de banque Président d'honneur des combattants volontaires de Versailles Adjoint au maire de Versailles, conseiller d'arrondissement Membre de la Commission administrative départementale (1941-1943) Nommé conseiller départemental en 1943 |
|         |              |                                 |                     | |
| 1945    | 1951         | Robert Gravaud                  | PCF                 | Charpentier, Trappes |
| 1951    | 1958         | René Richard                    | RPF puis SE         | Propriétaire à Versailles |
| 1958    | 1973         | Jacques Meissonnier (1906-1986) | DVD                 | Commerçant Adjoint au maire de Versailles |
| 1973    | 1979         | Jacques Toutain                 | DVD puis UDF-Rad.   | Inspecteur général des Finances Sénateur (mars-septembre 1985) Maire de Jouy-en-Josas |
| 1979    | 1998         | André Damien                    | UDF-CDS             | Conseiller d'État Maire de Versailles (1977-1995) Député (1996-1997) |
| 1998    | 2011         | Monique Le Saint                | RPR puis UMP        | Secrétaire retraitée Maire de Jouy-en-Josas (1985-2008) |
| 2011    | 2015         | Marie-Hélène Aubert             | DVD                 | Adjointe au Maire de Jouy-en-Josas Elue en 2015 dans le Canton de Versailles-2 |

### Conseillers d'arrondissement (de 1833 à 1940)
Département de Seine-et-Oise, Arrondissement de Versailles.
| Période                                  | Période | Identité                                       | Étiquette               | Qualité |
| ---------------------------------------- | ------- | ---------------------------------------------- | ----------------------- | --- |
| 1833                                     | 1838    | Alexandre Demay                                |                         | Notaire, conseiller municipal de Versailles                                                                                             |
| 1838                                     | 1848    | Louis Charles Besnard (1799-1865)              |                         | Ancien notaire, adjoint au maire de Versailles                                                                                          |
|                                          |         |                                                |                         | |
| 1852                                     | 1855    | Théobald Lemouzin de Saint-Germain (1807-1872) |                         | Propriétaire cultivateur, organiste maitre de chapelle à la cathédrale Saint Louis de Versailles, ancien adjoint au maire de Versailles |
| 1855                                     | 1871    | Louis Gustave Sauger (1800-1875)               |                         | Juge de paix à Versailles |
| 1871                                     | 1880    | M. Fontaine                                    |                         | Propriétaire à Versailles |
| 1880                                     | 1886    | Alfred Isambert                                | Républicain Gambettiste | Avocat à Versailles |
| 1886                                     | 1895    | Léon Fournier (1844-1926)                      |                         | Cultivateur, maire de Buc (1880-1900)                                                                                                   |
| 1895                                     | 1907    | Ernest Larcher                                 |                         | Négociant en vins, Président du Tribunal de commerce, Premier adjoint au maire de Versailles, Président du Conseil d'arrondissement     |
| 1907                                     | 1919    | Edmond Euvé (1855-1932)                        |                         | Entrepreneur de maçonnerie, adjoint au maire de Versailles                                                                              |
| 1919                                     | 1928    | Maurice Baillet                                | URD                     | Industriel, entrepreneur en bâtiment, conseiller municipal de Versailles                                                                |
| 1928                                     | 1931    | Antoine Lamôme                                 | Conc.rép.               | Instituteur retraité, propriétaire à Versailles, Président du syndicat de défense des intérêts de Porchefontaine                        |
| 1931                                     | 1934    | Marcel Denis                                   | URD                     | Employé de banque Président d'honneur des combattants volontaires de Versailles, adjoint au maire de Versailles                         |
| 1934                                     | 1937    | Edmond Kurzenne (1889-1947)                    |                         | Docteur en médecine, adjoint au maire de Jouy-en-Josas                                                                                  |
| 1937                                     | 1940    | Roger Lucas (1908-1997)                        | SFIO                    | Chef d'atelier, trésorier fédéral de la SFIO, Versailles                                                                                |
| 1940                                     |         |                                                |                         | Les conseils d'arrondissement ont été suspendus par la loi du 12 octobre 1940 et n'ont jamais été réactivés                             |
| Les données manquantes sont à compléter. |         |                                                |                         | |

## Démographie
| 1962 | 1968 | 1975 | 1982 | 1990   | 1999   | 2006   | 2011   | 2012   |
| ---- | ---- | ---- | ---- | ------ | ------ | ------ | ------ | ------ |
| -    | -    | -    | -    | 42 063 | 42 237 | 43 197 | 43 204 | 43 326 |